# Shake the Disease
"Shake the Disease" é o décimo terceiro single da banda Depeche Mode. A música foi lançada em 29 de abril de 1985 e não está presente em nenhum álbum de estúdio, porém foi inclusa na compilação The Singles 81-85 juntamente com "It's Called a Heart". A versão americana de The Singles 81-85, chamada Catching Up with Depeche Mode, também apresenta a música lado B de "Shake the Disease", intitulada "Flexible".
A canção era prevista para ser inclusa no então próximo álbum da banda Black Celebration, o qual foi lançado pouco menos de um ano depois, porém ela ficou pronta muito antes e a banda decidiu fazer uma compilação de singles para poder lançar a música antecipadamente.
O videoclipe da música foi o primeiro video do Depeche Mode a ser dirigido por Peter Care e apresenta um truque de câmera inovador que faz com que os membros da banda pareçam estar caindo.
A estação de rádio de rock moderno KROQ, de Los Angeles, nomeou "Shake the Disease" a música número um de 1985.
A frase "I've got things to do, and I've said before that I know you have too" é possivelmente uma referência à canção "Stories Of Old", do álbum do Depeche Mode, Some Great Reward de 1984, a qual contém a frase "I've got things to do/You have too/And I've got to be me, you've got to be you".

## Faixas
7": Mute / 7Bong8 (GBR)
1. "Shake the Disease" (4:48)
2. "Flexible" (3:11)

7": Sire / 7-28835 (EUA)
1. "Shake the Disease [Fade]" (3:59)
2. "Flexible" (3:11)

12": Mute / 12Bong8 (GBR)
1. "Shake the Disease [Remixed Extended Version]" (8:43) (feito por Flood)
2. "Flexible [Remixed Extended Version]" (6:15) (feito por Flood)

12": Mute / L12Bong8 (GBR)
1. "Shake the Disease [Edit the Shake]" (7:08)
2. "Master and Servant [Live]" (5:38)
3. "Flexible [Pre-Deportation Mix]" (4:40) (remixado por Bert Bevins)
4. "Something to Do [Metal Mix]" (7:25) (remixado por Gareth Jones)

- "Master and Servant" foi gravada no show de Basel, Suíça em 30 de Novembro de 1984.

CD: Mute / CDBong8 (GBR)
1. "Shake the Disease" (4:48)
2. "Flexible" (3:11)
3. "Shake the Disease [Remixed Extended Version]" (8:43)
4. "Flexible [Remixed Extended Version]" (6:15)
5. "Shake the Disease [Edit the Shake]" (7:11)
6. "Something to Do [Metal Mix]" (7:26)

- O CD single foi lançado em 1991 como parte da caixa de compilações de singles.

CD: Intercord / INT 826.829 / CDL12Bong8 (Alemanha)
1. "Shake the Disease [Edit the Shake]" – 7:08
2. "Master and Servant [Live]" – 5:38
3. "Flexible [Pre-Deportation Mix]" – 4:40 (remixado por Bert Bevins)
4. "Something to Do [Metal Mix]" – 7:25 (remixado por Gareth Jones)

CD: Virgin / 30135 (França)
1. "Shake the Disease [Edit the Shake]" – 7:08
2. "Master and Servant [Live]" – 5:38
3. "Flexible [Pre-Deportation Mix]" – 4:40 (remixado por Bert Bevins)
4. "Something to Do [Metal Mix]" – 7:25 (remixado por Gareth Jones)
5. "Shake the Disease [7" mix]" – 4:48

- Os CDs singles alemão e francês foram lançados em 1985.

Todas as músicas foram escritas por Martin Gore.

## Posição nas paradas musicais
A canção ficou entre o top 40 na Billboard Hot Dance Club dos Estados Unidos em novembro de 1985. Chegou ao número 18 no Reino Unido mas foi melhor em outros países, aparecendo no top 10 na Irlanda, Alemanha, Suécia, Suíça, e ao primeiro lugar na Polônia, onde a banda era muito popular à época. Na França, "Shake the Disease" chegou à posição 13, permanecendo no top 50 por seis meses.
Chegou ao primeiro lugar na influente KROQ Top 106.7 Countdown em 1985.